# Barnum Brown

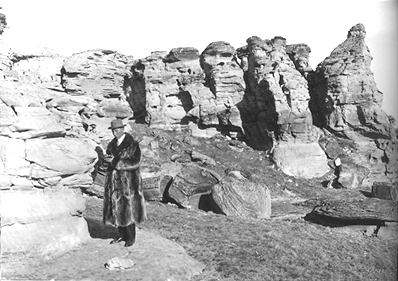
Barnum Brown

Barnum Brown (Carbondale, Kansas, 12 de febrero de 1873-Nueva York, 5 de febrero de 1963) fue un paleontólogo estadounidense que descubrió los primeros restos documentados de Tyrannosaurus rex.

## Biografía
Hijo de una familia de granjeros, su interés por los fósiles comenzó a los 21 años, cuando recogió ejemplares para Samuel Wendell Williston. En 1895 logró recoger un cráneo completo de Triceratops, entrando dos años después a formar parte del Museo de Historia Natural de Nueva York.
Entre 1902 y 1910 excavó en el yacimiento del cretácico superior de Hell Creek (Montana), donde localizó los restos de dinosaurios gigantescos, como el Tyrannosaurus Rex (Uno de los Terópodos carnívoros más grandes del Cretácico), descrito por Henry Fairfield Osborn en 1905 y el Ankylosaurus (1908), un gigantesco dinosaurio acorazado del mismo periodo. A partir de 1910 pasó a excavar al yacimiento de Red Deer River, en Alberta (Canadá), también del Cretácico superior. 
En él describe varios dinosaurios nuevos como los Hadrosaurios Corythosaurus, Saurolophus (1912) y Kritosaurus (1914); los ceratópsidos Anchiceratops y Leptoceratops (1914) y el Pachycephalosaurus (1943), un dinosaurio ornitópodo de cráneo engrosado. 
Tras sus servicios durante la Primera Guerra Mundial, estudió a partir de 1921 algunos yacimientos de Kansas y Wyoming, donde estudió varios restos de dinosaurios y pterosaurios.

## Libros y artículos
- Capas del cretácico superior de Hell Creek (Montana) (1907)
- Los Anquilosaurios, una nueva familia de dinosaurios acorazados del Cretácico superior (1908)
- Correlación del cretácico al Eoceno en Nuevo México, Wyomig, Montana y Alberta (1914)
- ¿El fósil más antiguo hallado por el hombre? (1926)
- Los misterios de los dinosaurios (1938)
- El origen de los Ceratópsidos cornudos (1940)
- Reptiles voladores (1943)